# Limbach (Wilsdruff)
Limbach ist ein Ortsteil der sächsischen Kleinstadt Wilsdruff im Landkreis Sächsische Schweiz-Osterzgebirge und liegt ca. fünf Kilometer westlich von dieser linksseitig über dem Tal der Kleinen Triebisch.
Die Kulturdenkmale finden sich in Liste der Kulturdenkmale in Wilsdruff #Limbach.

## Geschichte
Limbach wurde das erste Mal im Jahr 1334 erwähnt. Der Name geht vermutlich auf Lehmbach zurück, da die Böden in dieser Gegend tatsächlich hauptsächlich aus Lehm bestehen. Auch die Variante Lindbach ist vorstellbar. Am 1. Juli 1950 wurde die bis dahin eigenständige Gemeinde Birkenhain eingegliedert. Am 1. Januar 1974 wurde Limbach nach Wilsdruff eingemeindet. Zwischen 1899 und 1972 hatte der Ort mit dem „Haltepunkt Birkenhain-Limbach“ Anschluss an die Schmalspurbahn Freital-Potschappel–Nossen.

## Rittergut

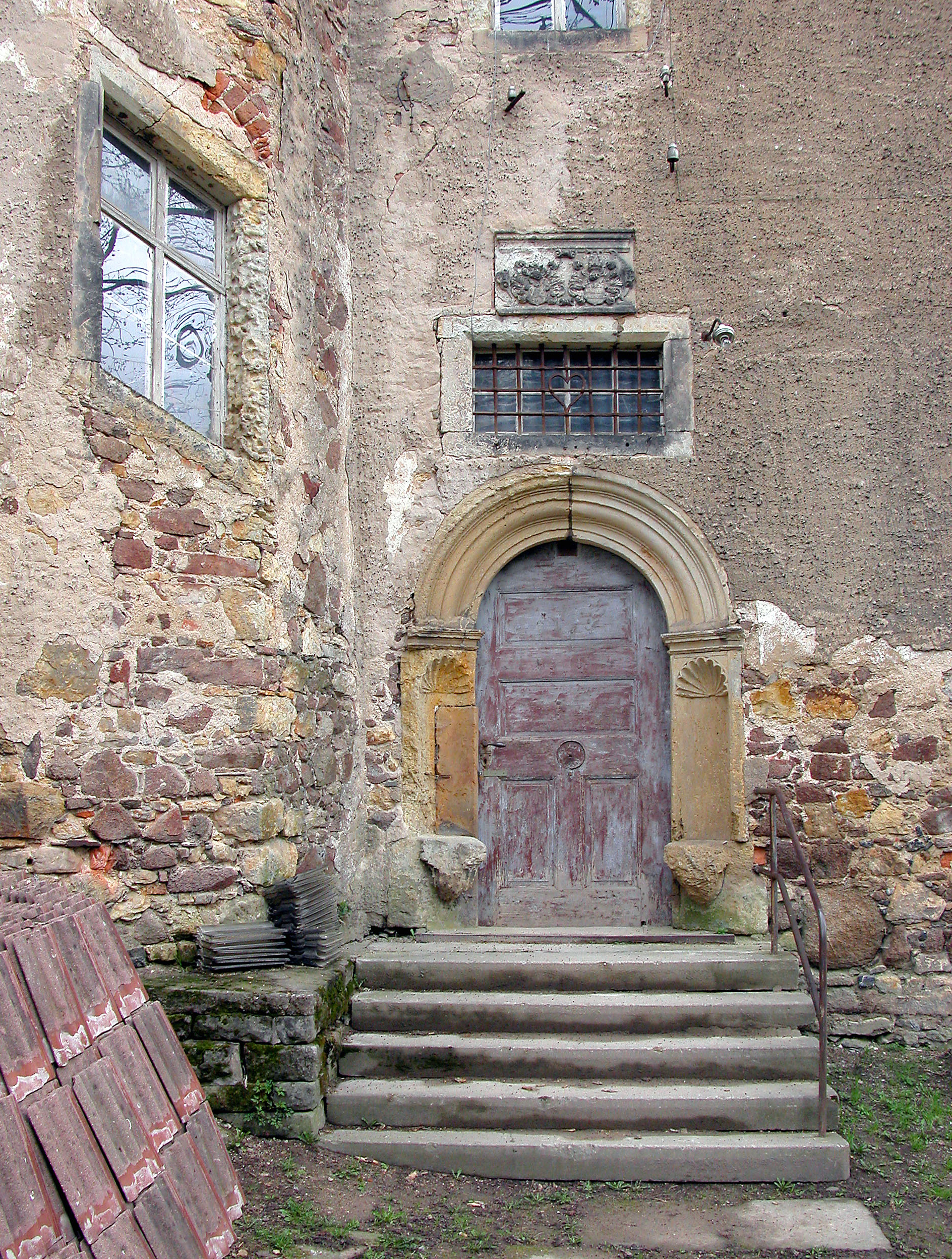
Schloss Limbach, Renaissanceportal mit Doppelwappensupraporte

Das Rittergut besteht aus einem Herrenhaus und vier ehemaligen Scheunen, Stallungen und Wohngebäuden. Die Gesamtfläche der Gutsanlage beträgt etwa 12.000 Quadratmeter.
Es gehörte bis 1458 einem Taubenheimer, bis er es an Hans von Schönberg verkaufte. 550 Jahre, bis 1945 blieb das Gut im Besitz der Familie. Danach zogen Umsiedler und Flüchtlinge dort hinein. 1998 musste es wegen fortschreitender Baufälligkeit verlassen werden. Seit 2001 wird das Gut von der Stiftung Leben und Arbeit saniert. 2014 waren der Ausbau der beiden ehemaligen Wohnhäuser mit Stallungen zu Gäste- und Arbeitshäusern abgeschlossen. Neben der Sanierung ist auf dem Gelände der Neubau einer Kapelle und eines Ausbildungszentrums geplant.
Unter der Führung von August Georg Kenstler kam im April 1924 die erste „Artamanschaft“ auf diesem Rittergut zum Einsatz.
Das heutige Erscheinungsbild des ehemaligen Herrenhauses stammt im Wesentlichen aus der ersten Hälfte des 16. Jahrhunderts. Es besteht aus einem rechteckigen Gebäude mit angeschlossenem Seitenflügel und einem Treppenhausturm. Neben dem Turm befindet sich ein Sitznischenportal. Das Haus hat eine Grundfläche von 370 Quadratmetern und eine Bruttogeschossfläche von 970 Quadratmetern.
Das ehemalige Wohnhaus mit Stall und Scheune im Norden der Anlage mit einer Grundfläche von 665 Quadratmetern und einer Bruttogeschossfläche von 1830 Quadratmetern wurde für die heutige Nutzung als erstes saniert. Im Obergeschoss befindet sich ein großer Saal.

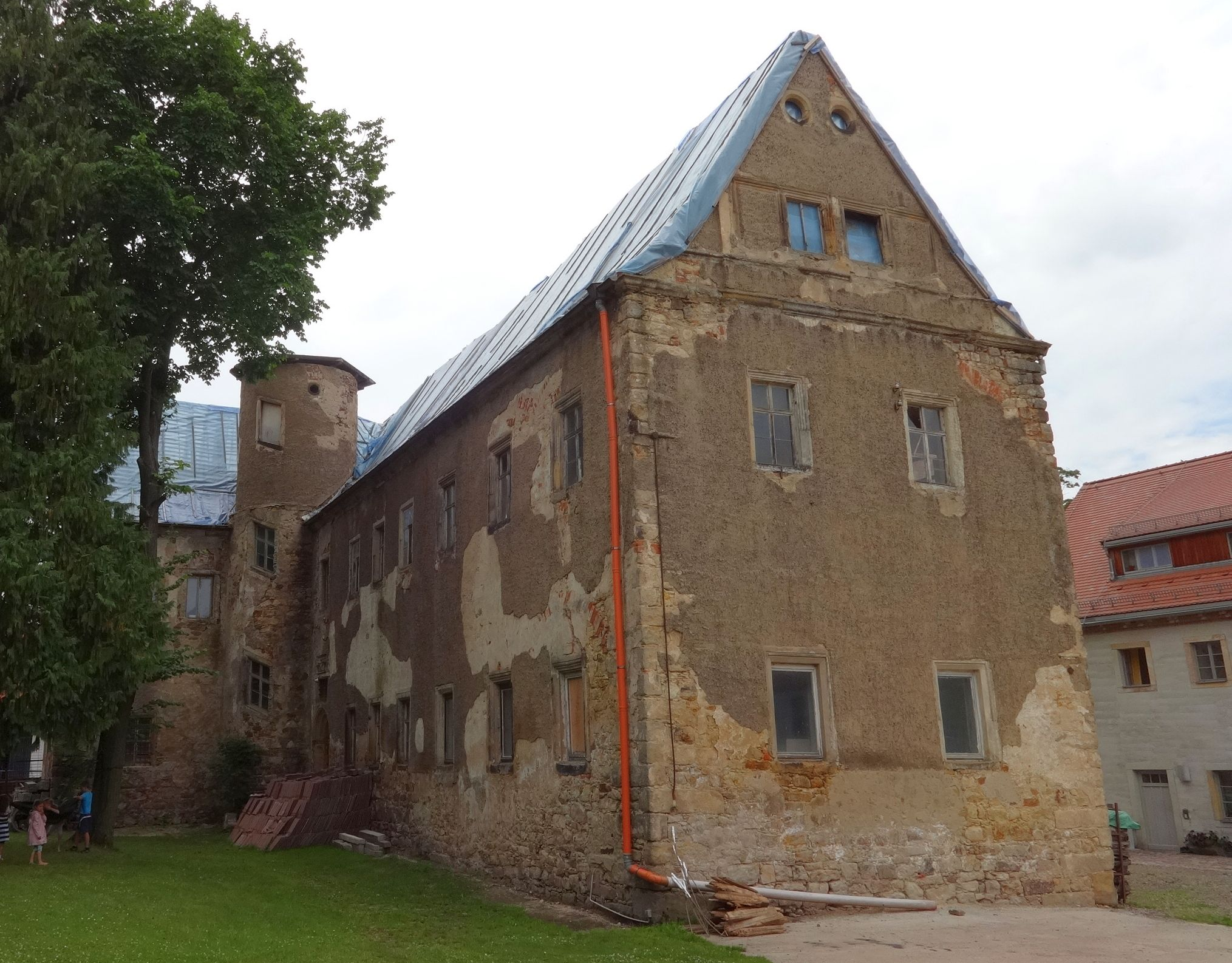
Herrenhaus Limbach
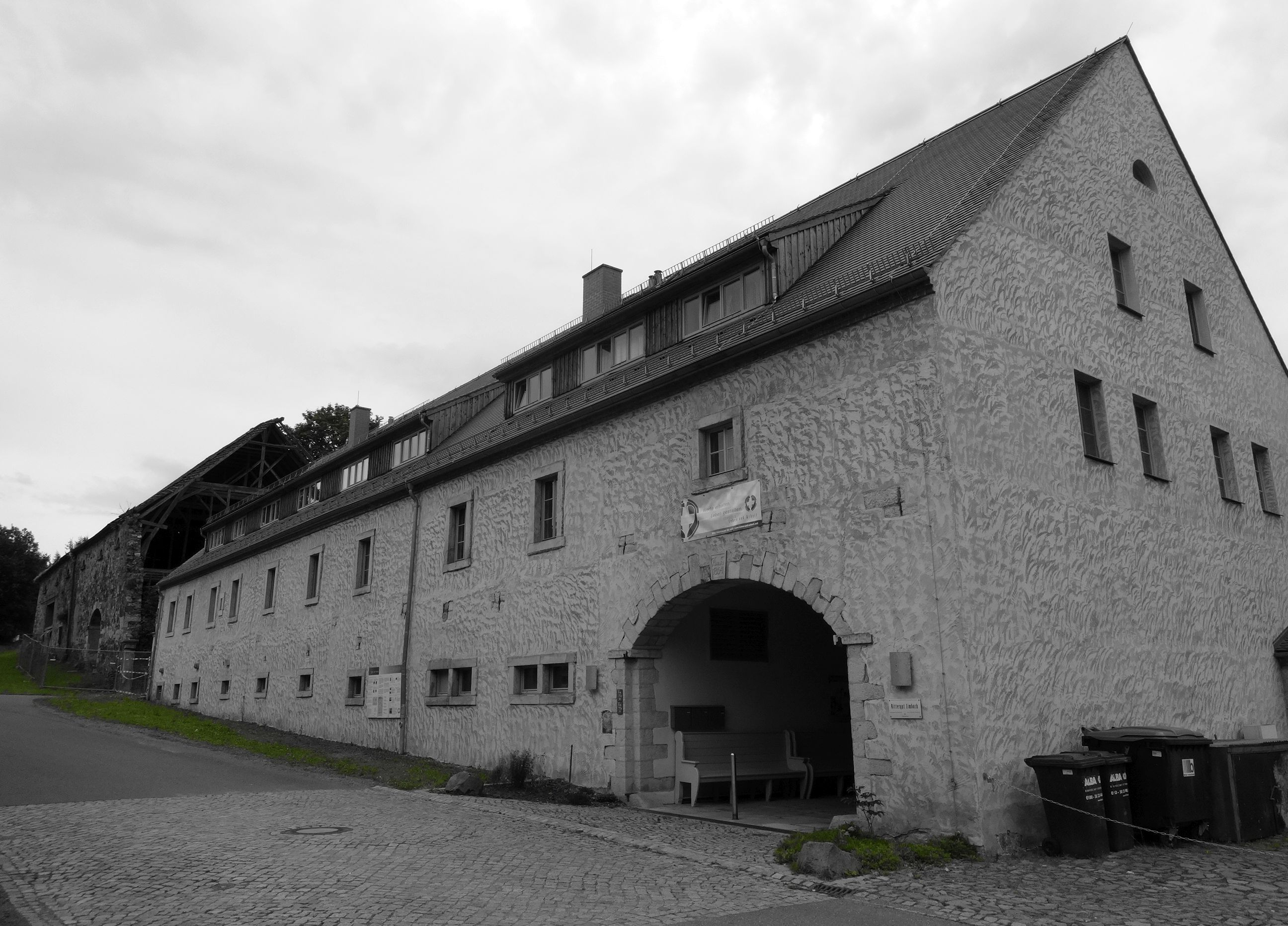
Rittergut Limbach (Wohnhaus)
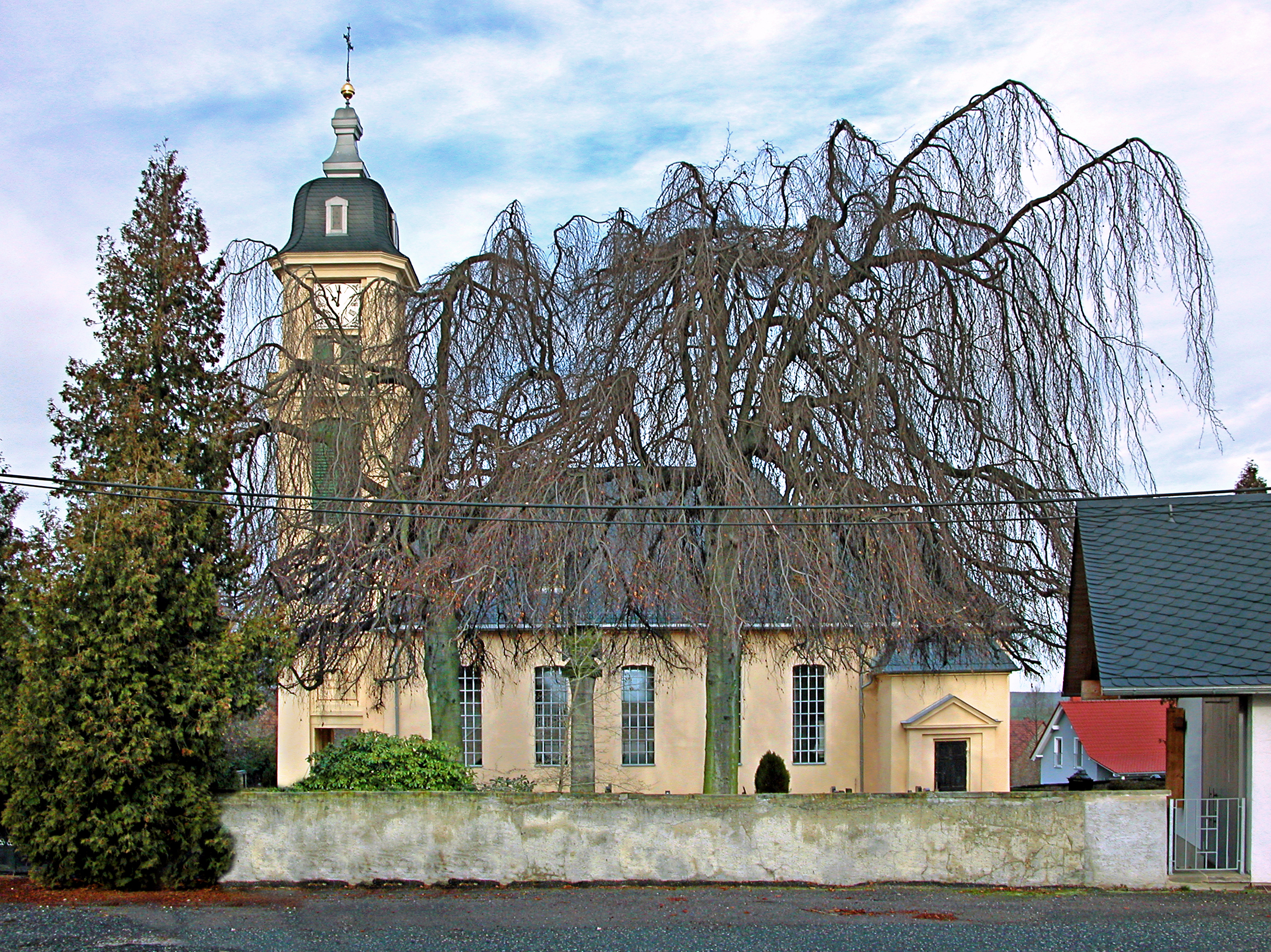
Kirche Limbach

## Kirche
Die Kirche Limbach ist eine Saalkirche im Zopfstil aus dem Jahr 1778, die 1895 durchgreifend umgebaut wurde (Westturm, Altarhaus, Sakristei, Herrschaftskapelle), teils nach Plänen des Dresdner Architekten Ernst Herrmann. Restaurierungen wurden in den Jahren 1865, 1977 und bis in die 1980er Jahre durchgeführt.
Das Bauwerk ist ein verputzter Bruchsteinbau mit geradem Chorschluss und steilem Satteldach. Der neubarocke Westturm ist über offenem Sockelgeschoss mit vierseitig angebrachten Balkonen am Glockengeschoss gestaltet.
Der flachgedeckte Emporensaal ist mit Altar, Kanzel und Taufe aus dem 19. Jahrhundert ausgestattet, die Kayser-Orgel von 1805 wurde im Jahr 1895 umgebaut. Im Altarraum stehen beachtenswerte Grabdenkmäler aus Sandstein für Peter von Schönberg († 1556) als stehender Ritter; für Elisabeth von Staupitz († 1580) als stehende junge Frau mit feingefaltetem Rock und Haube; für eine Frau von Staupitz (unbekanntes Sterbejahr) mit einer in einer Nische stehenden alten Frau mit breitem, in Flachrelief gearbeitetem Mantel, links von ihr eine ornamental gestaltetes Lesepult aus dem 16. Jahrhundert.